# Anna Sandnes
Anna Marie Sandnes, född i Vanylven 1903, död 1988, var en norsk lyriker. Hon debuterade med samlingen Med levande lys (1966), och har senare gett ut bland annat I einsemds skogar (1967), Andlet i vatn (1970), Ved fjøre sjø (1973), Gneistar (1977) och Sol om kvelden (1980), som alla bär bud om en inre mogenhet och tillkämpad styrka.